# Псыж
Псыж (абаз. Псыжв, кабард.-черк. Псыжь) — аул в Абазинском районе Карачаево-Черкесской Республики.
Образует муниципальное образование «Псыжское сельское поселение», как единственный населённый пункт в его составе.

## Этимология
Старое название аула — Даруков (Дарыкъвакт) — «аул Дарукова». Даруковы — абазинские князья, правящие дударуковцами. Подобно Лоовым, эта фамилия выводила свое происхождение от арабских эмиров.

## География
Аул расположен у левобережья реки Кубань, в северной зоне Абазинского района, отделённого от остальной части района землями Прикубанского района, в состав которого аул ранее входил. Находится напротив города Черкесск, в 35 км к северо-востоку от районного центра Инжич-Чукун. Через аул проходит ветка автотрассы Р217. 
Площадь территории сельского поселения составляет — 61,50 км².
Граничит с землями населённых пунктов: Черкесск на востоке, Дружба и Заречный на юге, Ново-Хумаринский на юго-западе, а также с аулами Икон-Халк и Адыге-Хабль на северо-западе.
Населённый пункт расположен в предгорной зоне республики. Рельеф в основном представляет собой равнинную местность с холмистыми возвышенностями. Вдоль долины реки Кубань тянутся невысокие обрывы. К западу от аула возвышаются хребты, являющиеся водоразделом рек Кубань и Малый Зеленчук. Средние высоты на территории аула составляют 552 метра над уровнем моря. Абсолютные достигают высот достигают отметок в 700 метров.
Гидрографическая сеть в основном представлена рекой Кубань, от местного названия которого и произошло современное название аула. Также к востоку от аула в долине реки Кубань, расположены несколько запруднённых озёр, использующиеся в основном для рыболовства.
Климат на территории аула умеренный влажный с тёплым летом и прохладной зимой. Средняя годовая температура воздуха составляет около +10,0°С. Наиболее холодный месяц — январь (среднемесячная температура —2°С), а наиболее тёплый — июль (+21°С). Среднегодовое количество осадков составляет около 700 мм в год. Основная их часть приходится на период с мая по июль.

## История
Аул на своём нынешнем месте основан в 1830 году, князьями из рода Дударуковцев. Даруковы — абазинские князья, правящие дударуковцами. До этого аулы дударуковцев первоначально располагались в верховье рек Аксаут и Маруха. В некоторых литературных источниках указывается год основания — 1782 год.
В начале XIX века дударуковцы переселились в среднее течение реки Подкумок, в район современного города Георгиевск, откуда позже были вытеснены наступающими в район Пятигорья русскими войсками.
В 1830 году дударуковцы осели на левом берегу реки Кубань, напротив станицы Батапалшинской. В ходе земельной реформы в середине 1860-х годов, население аула начала расти быстрыми темпами, по сравнению с другими сохранившимися абазинскими аулами.
В 1929 году постановлением Президиума ВЦИК аул Дударуковский был переименован в Псыж.
До 2006 года аул находился в составе Прикубанского района, затем 1 июня 2006 года аул с прилегающими территориями был передан в состав новообразованного Абазинского района республики. Но Псыжское сельское поселение оказалось отрезанным от территории остального района и представляет собой северный анклав района.

## Население
В ауле проживает около половины населения Абазинского района и является четвёртым по величине сельским населённым пунктом республики.
| 1970  | 1979  | 2002  | 2010  | 2012  | 2013  | 2014  |
| ----- | ----- | ----- | ----- | ----- | ----- | ----- |
| 4961  | ↗5652 | ↗6810 | ↗8182 | ↘8168 | ↗8229 | ↗8343 |
| 2015  | 2016  | 2017  | 2018  | 2019  | 2020  | 2021  |
| ↗8425 | ↗8507 | ↗8563 | ↗8655 | ↗8763 | ↗8836 | ↘8720 |
| 2023  | 2024  | 2025  |       |       |       |       |
| ↗8968 | ↗9207 | ↗9381 |       |       |       |       |

Плотность — 152.54 чел./км².
Национальный состав
По данным Всероссийской переписи населения 2010 года:
| Народ      | Численность, чел. | Доля от всего населения, % |
| ---------- | ----------------- | -------------------------- |
| абазины    | 6717              | 82,1 %                     |
| русские    | 616               | 7,5 %                      |
| черкесы    | 507               | 6,2 %                      |
| карачаевцы | 114               | 1,4 %                      |
| другие     | 228               | 2,8 %                      |
| всего      | 8182              | 100 %                      |

## Образование
- Гимназия № 1 — ул. Шоссейная, 168.
- Средняя общеобразовательная школа № 2 — ул. Кунижева, 259.
- Дошкольное учреждение Детский Сад «Алашара» — ул. Кунижева, 259.
- Дошкольное учреждение Детский Сад «Звёздочка» — ул. Биждова, 1А.
- Школа искусств — ул. Кунижева, 51.

## Здравоохранения
- Центральная районная поликлиника — ул. Братьев Куджевых, 20.
- Районная ветеринарная станция — ул. Кунижева, 81.
- Районный стоматологический центр — ул. Кунижева, 53.

## Культура
- Сельский (аульский) Дом Культуры — ул. Кунижева, 157.
- Районная и аульская библиотека — ул. Шоссейная, 168.

Также в ауле действует общественная организация абазинского народа — Алашара.

## Ислам
В ауле функционирует две мечети.

## Улицы
| Абхазская          |
| Агирбова           |
| Биждова            |
| Братьев Кишмаховых |
| Братьев Куджевых   |
| Братьев Куржевых   |
| Братьев Малхозовых |
| Братьев Хатковых   |
| Гагарина           |
| Горького           |
| Громова            |
| Джандубаева        |
| Джердисова         |

| Дружбы     |
| Дударукова |
| Ерижевой   |
| Заречная   |
| Зелёная    |
| Каблаховых |
| Каюмова    |
| Крайняя    |
| Кунижева   |
| Магазинная |
| Набережная |
| Новая      |
| Овражная   |

| Озова      |
| Пионерская |
| Победы     |
| Подгорная  |
| Полевая    |
| Почтовая   |
| Симхова    |
| Татаршао   |
| Чикатуева  |
| Шавтикова  |
| Шанова     |
| Шоссейная  |
| Шхагошева  |

## Известные уроженцы
- Кишмахов Руслан Мухадинович — чемпион Европы по самбо и дзюдо, чемпион мира по самбо, Заслуженный мастер спорта России;
- Кунижев Замахшяри Османович — Герой Советского Союза;
- Кунижев Мухамед Асламбекович — самбист и дзюдоист, чемпион мира по самбо.